# Хелина (Алабама)
Хелина (енгл. Helena) град је у америчкој савезној држави Алабама. По попису становништва из 2010. у њему је живело 16.793 становника.

## Демографија
Према попису становништва из 2010. у граду је живело 16.793 становника, што је 6.497 (63,1%) становника више него 2000. године.
| Група             | 2000.         | 2010.          |
| Белци             | 9.540 (92,7%) | 13.547 (80,7%) |
| Афроамериканци    | 515 (5,0%)    | 2.204 (13,1%)  |
| Азијати           | 67 (0,7%)     | 250 (1,5%)     |
| Хиспаноамериканци | 103 (1,0%)    | 560 (3,3%)     |
| Укупно            | 10.296        | 16.793         |